# Cornay
Cornay est une commune française située dans le département des Ardennes, en région Grand Est.

## Géographie
| Marcq  | Saint-Juvin |                |
|        | Cornay      | Fléville       |
| Lançon |             | Chatel-Chéhéry |

Le village, l'église et le château sont adossés au massif de la forêt d'Argonne, s'étendant du nord au sud sur 70 km, et dominant la vallée de l'Aire qui longe ce massif à l'est. La dénivellation est limitée : le sommet du massif est à environ 240 m, les maisons autour de l'église sont à une altitude entre 180 ou 165 m, l'Aire passe à 130 m, mais la pente est abrupte donnant à l'ensemble, avec ses lignes de crête, ses falaises, ses fissures verticales, un «air de petite montagne». Au sud du village, le point de vue de la Croix du Baye offre un point de vue sur la vallée de l'Aire. Ce territoire prend appui sur un sol de gaize.

### Hydrographie
La commune est dans la région hydrographique « la Seine du confluent de l'Oise (inclus) à l'embouchure » au sein du bassin Seine-Normandie. Elle est drainée par l'Aire, le ruisseau de la Besogne, le ruisseau de Baldrange, un bras de l'Aire, le ruisseau de Boulasson, le ruisseau d'Harson, le cours d'eau 05 de la commune de Cornay et le ruisseau de la Louvette,.
L'Aire, d'une longueur de 125 km, prend sa source dans la commune de Saint-Aubin-sur-Aire, à 324 m d'altitude, et se jette  dans l'Aisne, en rive droite à Senuc, à 104 m d'altitude, après avoir traversé 36 communes. Elle longe la commune sur son flanc nord-est puis la traverse, sur une longueur d'environ 0,9 km.

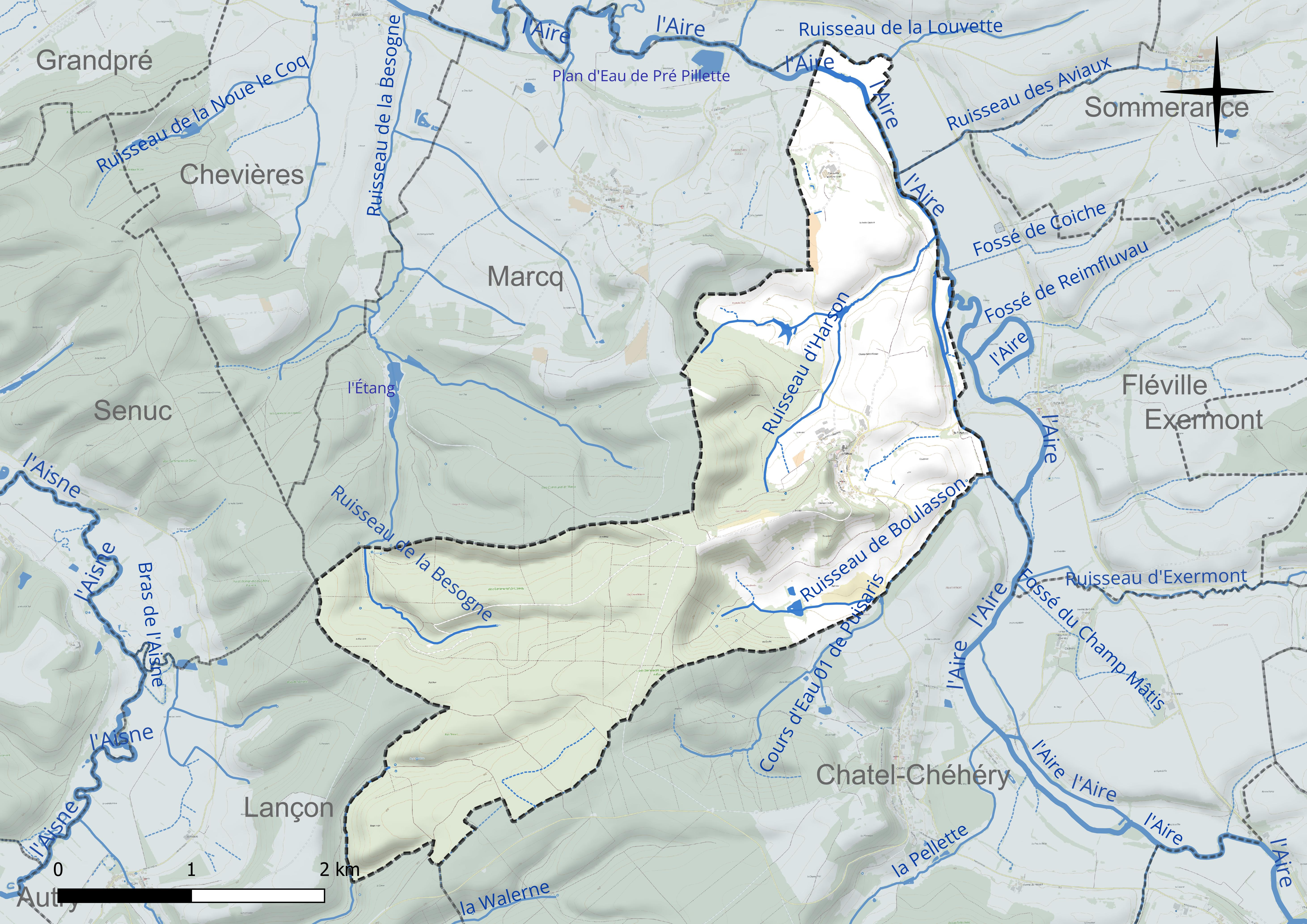
Réseau hydrographique de Cornay.

### Climat
Pour des articles plus généraux, voir Climat du Grand Est et Climat des Ardennes.
En 2010, le climat de la commune est de type climat de montagne, selon une étude du Centre national de la recherche scientifique s'appuyant sur une série de données couvrant la période 1971-2000. En 2020, Météo-France publie une typologie des climats de la France métropolitaine dans laquelle la commune est exposée à un climat océanique altéré et est dans une zone de transition entre les régions climatiques « Nord-est du bassin Parisien » et « Lorraine, plateau de Langres, Morvan ».
Pour la période 1971-2000, la température annuelle moyenne est de 10 °C, avec une amplitude thermique annuelle de 16 °C. Le cumul annuel moyen de précipitations est de 906 mm, avec 13,6 jours de précipitations en janvier et 9,4 jours en juillet. Pour la période 1991-2020, la température moyenne annuelle observée sur la station météorologique de Météo-France la plus proche, « Montcheutin_sapc », sur la commune de Montcheutin à 9 km à vol d'oiseau, est de 11,0 °C et le cumul annuel moyen de précipitations est de 721,9 mm. 
La température maximale relevée sur cette station est de 41,2 °C, atteinte le 25 juillet 2019 ; la température minimale est de −15,5 °C, atteinte le 20 décembre 2009,,.
Les paramètres climatiques de la commune ont été estimés pour le milieu du siècle (2041-2070) selon différents scénarios d'émission de gaz à effet de serre à partir des nouvelles projections climatiques de référence DRIAS-2020. Ils sont consultables sur un site dédié publié par Météo-France en novembre 2022.

## Urbanisme

### Typologie
Au 1er janvier 2024, Cornay est catégorisée commune rurale à habitat très dispersé, selon la nouvelle grille communale de densité à 7 niveaux définie par l'Insee en 2022.
Elle est située hors unité urbaine et hors attraction des villes,.

### Occupation des sols
L'occupation des sols de la commune, telle qu'elle ressort de la base de données européenne d’occupation biophysique des sols Corine Land Cover (CLC), est marquée par l'importance des forêts et milieux semi-naturels (60,6 % en 2018), une proportion identique à celle de 1990 (60,6 %). La répartition détaillée en 2018 est la suivante : 
forêts (58,2 %), prairies (25,4 %), terres arables (11,6 %), zones agricoles hétérogènes (2,5 %), milieux à végétation arbustive et/ou herbacée (2,4 %). L'évolution de l’occupation des sols de la commune et de ses infrastructures peut être observée sur les différentes représentations cartographiques du territoire : la carte de Cassini (XVIIIe siècle), la carte d'état-major (1820-1866) et les cartes ou photos aériennes de l'IGN pour la période actuelle (1950 à aujourd'hui).

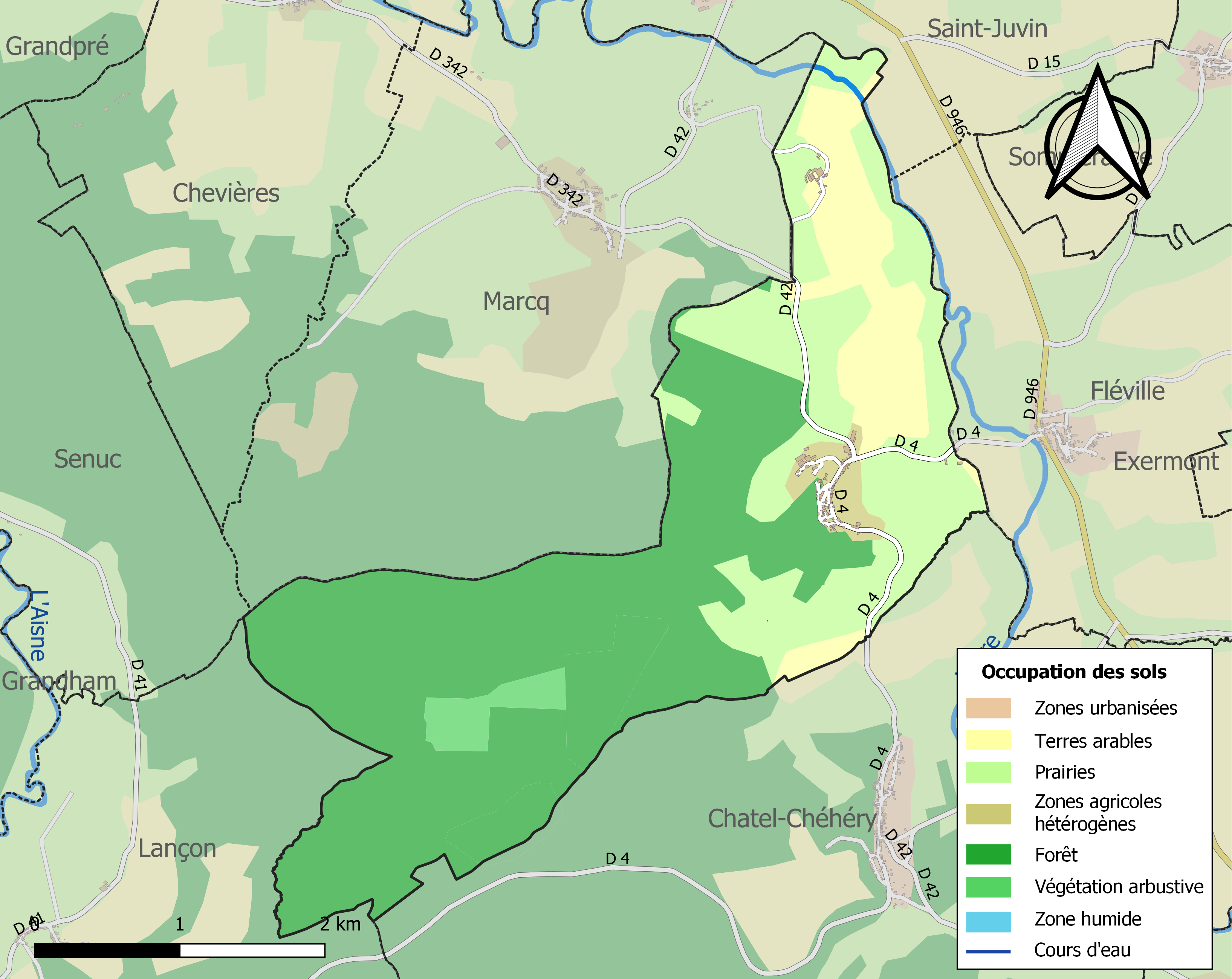
Carte des infrastructures et de l'occupation des sols de la commune en 2018 (CLC).

## Toponymie
Ce toponyme provient de la racine pré-latine cor qui signifie : « la hauteur, l'escarpement ».

## Histoire
Sur ce lieu habité depuis la haute antiquité, les comtes de Grandpré, implantés à l'aube de l'an mil, ont construit l'une de leur forteresses. Au Moyen Âge, Cornay (Quarnay étant le nom primitif) est une sirerie (seigneurie) de l'extrême est du royaume de France, ou très proche de la frontière du royaume lorsqu'elle n'en fait pas partie. Ainsi, en 1265, le comte de Grandpré la cède au comte de Bar, et ce territoire est ainsi rattaché à la Lorraine, alors État membre du Saint-Empire romain germanique. En 1270, à la mort de Saint Louis, Cornay est encore rattachée à la Lorraine. Mais, en juin 1301, l'empereur Albert de Habsbourg abandonne  à Philippe IV le Bel, par le traité de Bruges, toutes prétentions du Saint-Empire romain germanique sur la partie occidentale du Barrois,,. La seigneurie de  Cornay revient à nouveau sous la tutelle des comtes de Grandpré,.
En 1502, Jeanne de Grandpré épouse en secondes noces Henry de Pouilly, apportant le territoire de Cornay à cette famille qui le conserve jusqu'à la Révolution, et reste propriétaire du château de Cornay jusqu'à nos jours. En 1508, Louis XII transforma la seigneurie en baronnie. En 1552, souffrant de la proximité avec la frontière, le village est brûlé par les troupes de Charles Quint puis rebâti contre le château. En 1591, les Ligueurs (catholiques) détruisent le «vieux château» en représailles de l'action de Louis de Pouilly, gouverneur de Stenay, fidèle d'Henry IV. Un nouveau château est reconstruit en pierres du pays (gaize) et dans un style Renaissance, entre 1595 et 1605. Pendant la Révolution de 1789, plusieurs enfants de la famille de Pouilly émigrent, mais leur mère reste sur place et se maintient fermement dans le château,.

## Politique et administration

### Élections locales
Aux élections municipales de 2020, Josette Bestel-Courault passe le relais comme maire à Jean de Pouilly, qui était dans son équipe et adjoint, fils du général Antoine de Pouilly, lui-même un ancien maire et propriétaire du château. Josette Bestel-Courault est réélue dans le conseil municipal,.

### Maires auXXIesiècle
| Période                                  | Période   | Identité                | Étiquette | Qualité             |
| ---------------------------------------- | --------- | ----------------------- | --------- | ------------------- |
| mars 2001                                | mars 2008 | Antoine de Pouilly      |           |                     |
| mars 2008                                | mars 2010 | Michel Huat             |           |                     |
| mars 2010                                | mars 2014 | Josette Bestel          |           |                     |
| mars 2014                                | mai 2020  | Josette Bestel-Courault |           | Retraitée           |
| mai 2020                                 | En cours  | Jean de Pouilly,        |           | Cadre administratif |
| Les données manquantes sont à compléter. |           |                         |           |                     |

## Démographie
L'évolution du nombre d'habitants est connue à travers les recensements de la population effectués dans la commune depuis 1793. Pour les communes de moins de 10 000 habitants, une enquête de recensement portant sur toute la population est réalisée tous les cinq ans, les populations de référence des années intermédiaires étant quant à elles estimées par interpolation ou extrapolation. Pour la commune, le premier recensement exhaustif entrant dans le cadre du nouveau dispositif a été réalisé en 2004.

En 2022, la commune comptait 67 habitants, en évolution de +8,06 % par rapport à 2016 (Ardennes : −2,97 %, France hors Mayotte : +2,11 %).
| 1793 | 1800 | 1806 | 1821 | 1831 | 1836 | 1841 | 1846 | 1851 |
| ---- | ---- | ---- | ---- | ---- | ---- | ---- | ---- | ---- |
| 417  | 451  | 487  | 490  | 510  | 515  | 508  | 522  | 501  |

| 1866 | 1872 | 1876 | 1881 | 1886 | 1891 | 1896 | 1901 | 1906 |
| ---- | ---- | ---- | ---- | ---- | ---- | ---- | ---- | ---- |
| 504  | 484  | 499  | 461  | 458  | 431  | 410  | 351  | 326  |

| 1911 | 1921 | 1926 | 1931 | 1936 | 1946 | 1954 | 1962 | 1968 |
| ---- | ---- | ---- | ---- | ---- | ---- | ---- | ---- | ---- |
| 312  | 202  | 223  | 166  | 191  | 184  | 133  | 122  | 117  |

| 1975 | 1982 | 1990 | 1999 | 2004 | 2006 | 2009 | 2014 | 2019 |
| ---- | ---- | ---- | ---- | ---- | ---- | ---- | ---- | ---- |
| 98   | 96   | 90   | 86   | 77   | 76   | 82   | 65   | 64   |

| 2022 | - | - | - | - | - | - | - | - |
| ---- | - | - | - | - | - | - | - | - |
| 67   | - | - | - | - | - | - | - | - |

## Culture locale et patrimoine

### Lieux et monuments
- L'église Saint-Nicolas

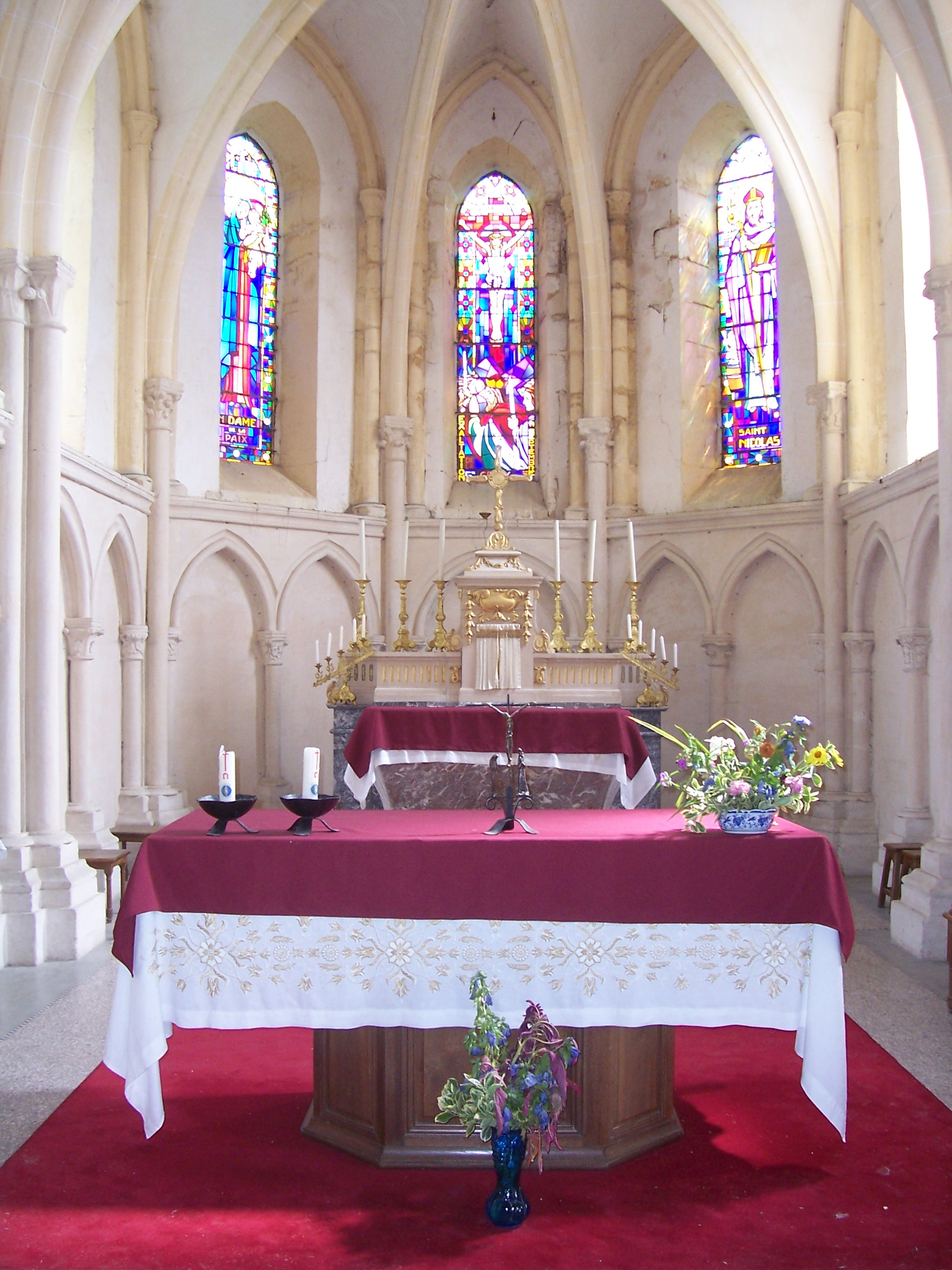
Église Saint-Nicolas.

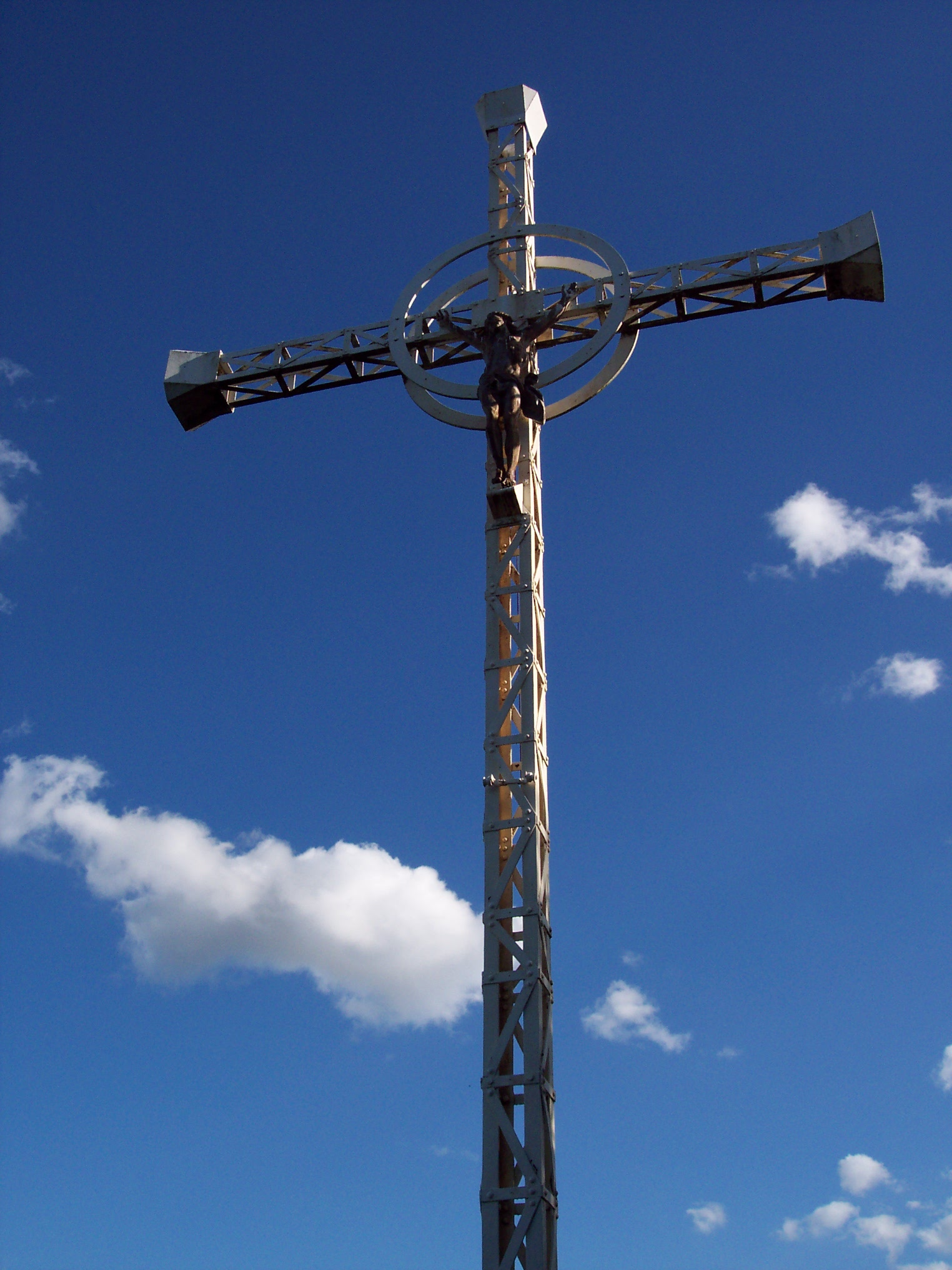
Croix du Bayle à Cornay.

  - 1211 - Fondation d'une chapelle castrale dédiée à la Vierge, par Eudes de Quarnay
  - 1552 - La chapelle devient l'église paroissiale du nouveau village sous le patronage de saint Nicolas.
  - 1719 - la nef est restaurée, le chœur du 13e conservé partiellement. On peut y retrouver des stalles en bois provenant de l'abbaye de Chéchéry.
- La demeure du maître de forge. Bâtie au bord de la rivière Aire, la forge remplace le moulin vers 1850. Elle comprenait un haut-fourneau chauffé au bois ; elle était activée par deux roues hydrauliques. La dernière propriétaire dut vendre en 1910 matériel et marchandises.
- Des croix en fer forgé de belle facture. Plusieurs croix en fer forgé sont présentes dans le village de Cornay. Certaines sont présentes au cimetière comme la croix centrale du cimetière, la viergette de Cornay et la croix Juvin-Guillaume qui sont érigées en plein bois, comme d'autres croix ou encore la croix Jean Leloup offerte en 1824 par une ancienne famille du village.
- La croix du Bayle, marque l'extrémité sud du Champ Crochet. Elle est placée en fin du chemin de croix et domine la vallée de l'Aire. Elle est éclairée les nuits de week-end.
- Le château de Cornay : de style Renaissance, le château actuel est construit avec la pierre du pays, la gaize. Il a de hautes fenêtres encadrées de pierres jaunes, un toit d'ardoises, des cheminées de briques, de petites fenêtres Renaissance en bordure de toit. Une petite tour en encorbellement fait la jonction entre les deux corps de bâtiment. Le château est probablement l'aboutissement de toute une série de transformations de l'ancienne basse-cour du vieux château[24]. Les extérieurs du château se visitent du 14 juillet au 21 septembre. (sauf le dimanche). L'édifice est inscrit au titre des monuments historiques en 1990[25].

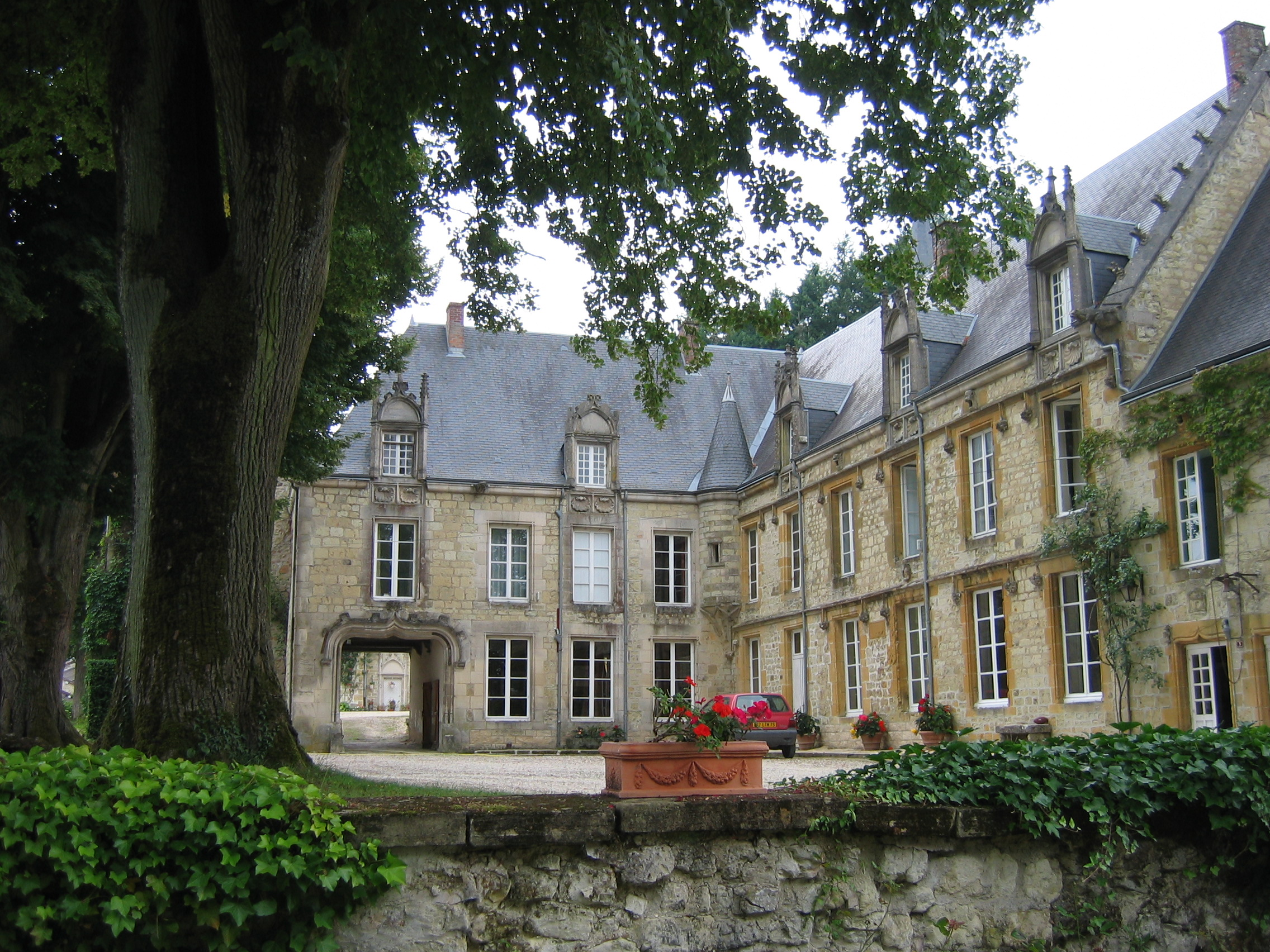
Château de Cornay.
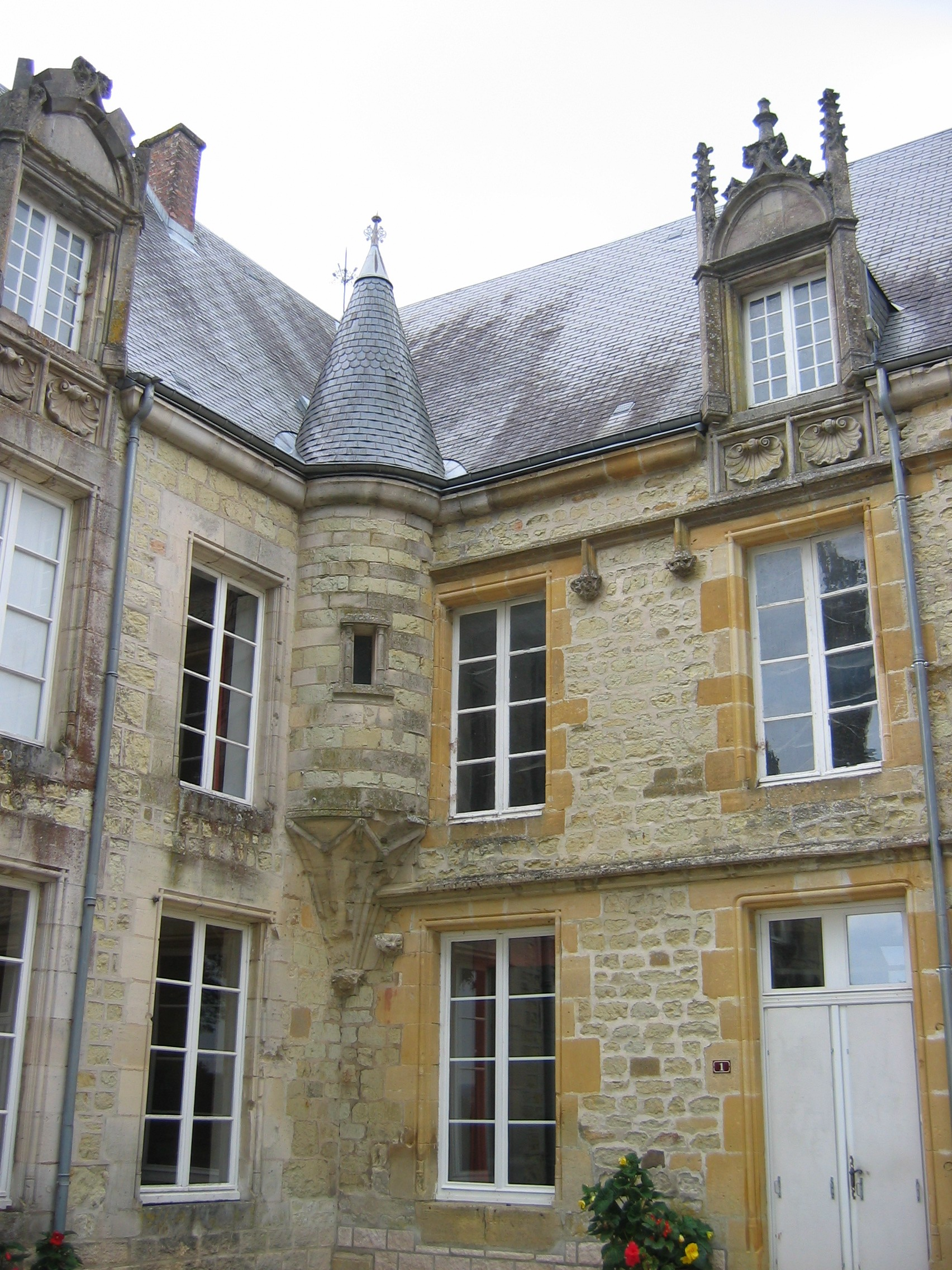
Détails du château de Cornay.
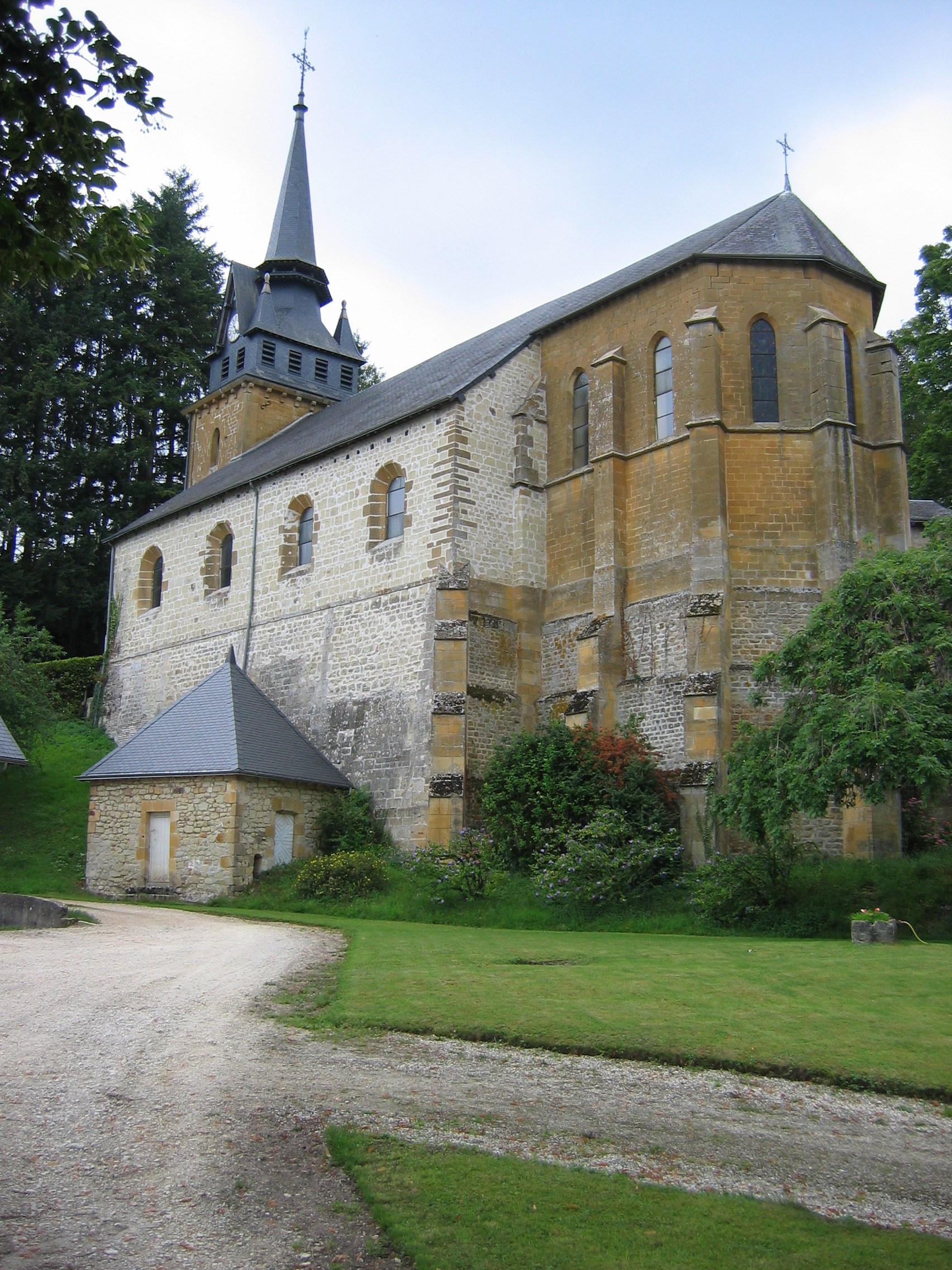
Église vue du château.
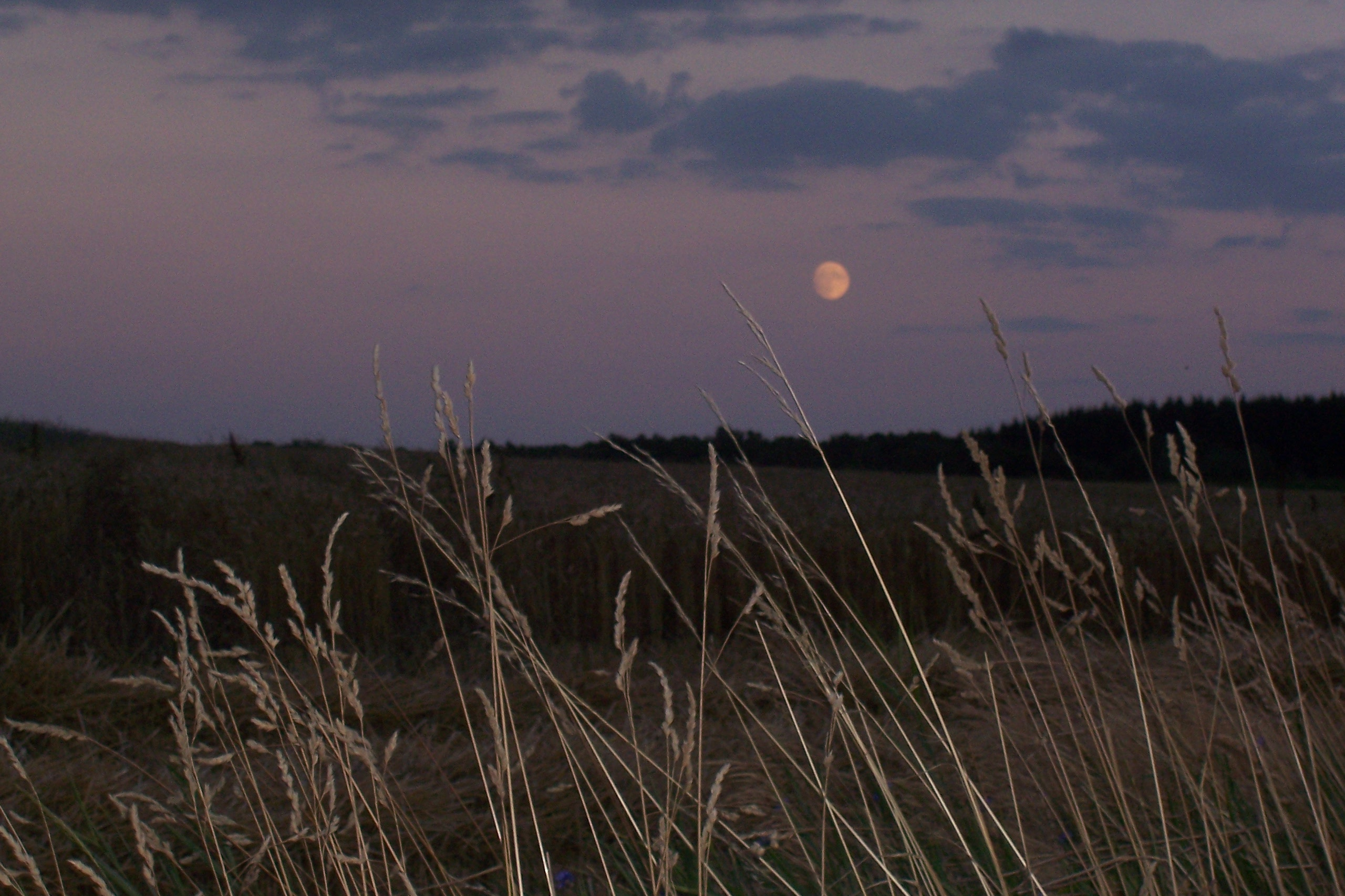
Aux alentours de Cornay.

### Personnalités liées à la commune

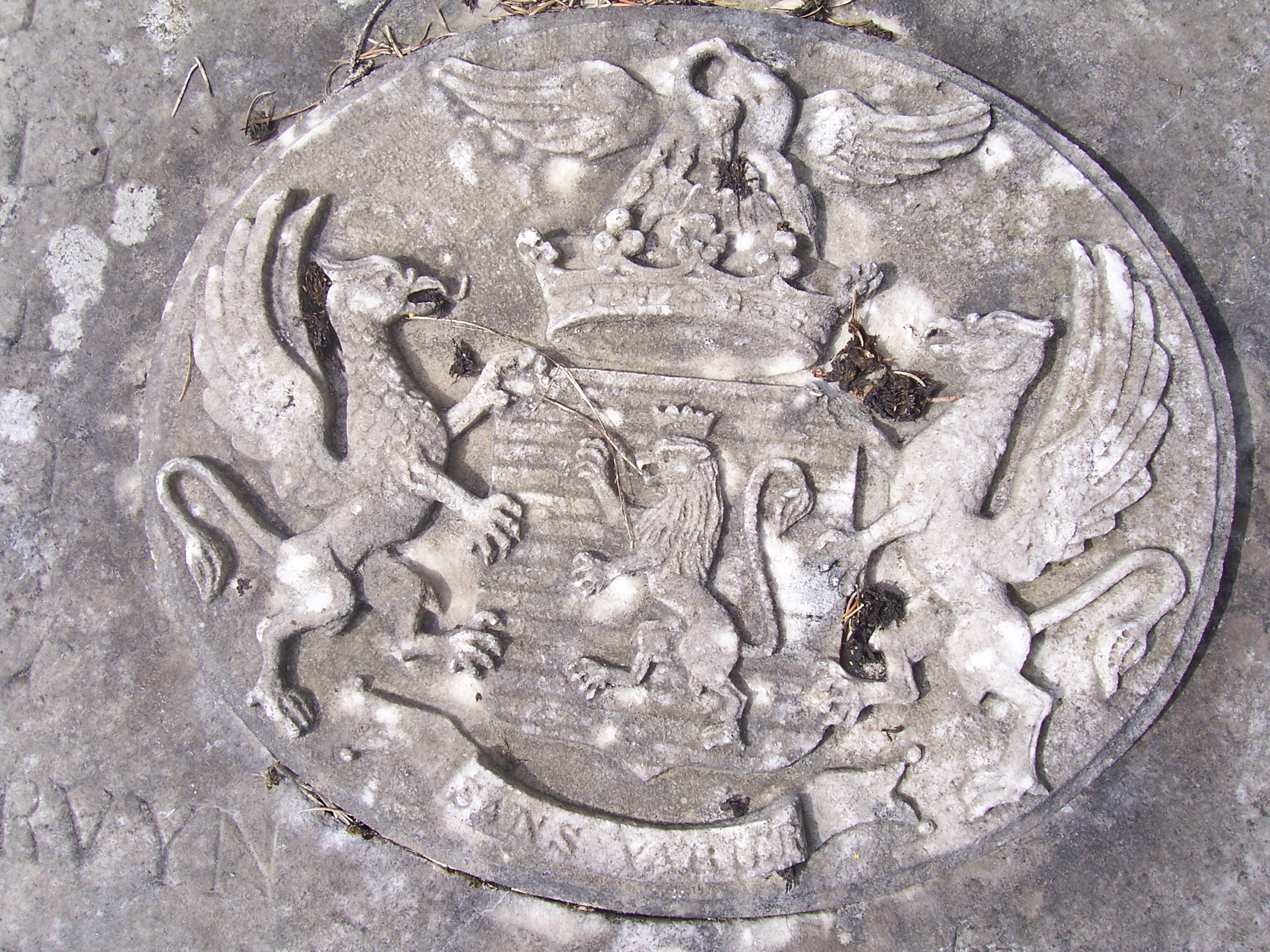
Famille de Pouilly au cimetière de Cornay.

La famille de Pouilly doit son nom à la seigneurie de Pouilly-sur-Meuse, à proximité de Stenay, appartenant à ce duché de Bar relevant à la fois du Saint-Empire romain germaniqueet du domaine royal de France.
Au XVIe siècle, la descendance de cette famille se répartit en deux branches : l’aînée qui, après le mariage d’Henri (1454–1555) avec Jeanne de Grandpré, fait souche à Cornay (Champagne, France) ; la seconde, dite d’Inor (Lorraine, France), s’est largement développée sur la rive droite de la Meuse d’Inor à Louppy,.
La branche aînée de Cornay voit sa terre élevée en baronnie par Louis XII en 1508 et ne cessa de servir la France par les armes, sous tous les régimes qui se sont succédé. Parmi les personnages marquant, on peut citer, :
- Henri, combattant des guerres d'Italie avec Charles VIII et chambellan de François Ier.
- Louis II, compagnon de guerre d’Henri IV.
- César, tué à Turckheim à la tête de la cavalerie de Turenne.
- Jean, gouverneur de Mézières (fait marquis de Lançon par Louis XIV).
- Henri (1905–2000), général de corps d’armée, chef d’état-major de la 1re DB de Belfort à Ulm en 1945, assuma ensuite des commandements en Indochine et en Algérie. Son fils Jean, jeune officier, a été tué en Algérie en 1957.

### Héraldique
| Blason de Cornay | Blason  | Parti : au 1er burelé d'or et de gueules de douze pièces, au 2e d'argent au lion d'azur armé, lampassé et couronné de gueules. |
| Blason de Cornay | Détails | Conseil municipal du 23 mai 2001, Armorial des communes ardennaises, p. 54.                                                    |